# 백승헌 (배구인)
백승헌(1978년 1월 5일 ~ )은 전 대한민국의 남자 배구 선수였다.

## 출신학교
- 1984년 ~ 1990년 부산 모라초등학교
- 1990년 ~ 1993년 부산 성지중학교
- 1993년 ~ 1996년 부산 동성고등학교
- 1996년 ~ 2000년 한양대학교

## 약력
백승헌은 부산광역시 모라초등학교 5학년때 배구를 시작하였으며, 한양대학교에 재학할 때에는 소속팀의 66연승을 이끌었던 주역 중 하나였다. 그는 힘있는 공격을 앞세워 한 때 하종화의 뒤를 잇는 거포로 주목받았다. 1998년에 1년 선배인 석진욱, 최태웅이 삼성화재에 입단하면서 벌어진 스카우트 파동으로 선수 스카우트 방식이 드래프트로 바뀐 이듬해에 백승헌은 현대캐피탈(당시 현대자동차)의 지명을 받아 입단하였다.
그러나 프로배구가 출범하기 전부터 현대에는 강성형, 임도헌이 자리잡고 있었고, 프로배구가 출범한 후에는 외국인 선수 숀 루니의 활약에 가려지면서 기회를 잡기 어려웠다. 그리고 동료였던 송인석이 일취월장하면서 그는 주로 교체멤버로 활동하였다.
2005~2006 시즌이 지난 후 그는 공익근무요원으로 2년간 병역 의무를 수행하였으며 NH농협 2008~2009 V-리그를 앞두고 소집해제되어 팀에 복귀하였으나 외국인 선수 매튜 존 앤더슨, 임시형의 백업 요원으로 간간이 뛰었지만, 2008~2009 시즌이 끝난 후 유니폼을 벗게 되었다.